# Битва на Альмі
Битва на Альмі, Альминська битва, відбулась 8 (20) вересня 1854 року — перша велика битва Кримської війни між військами коаліції Великої Британії, Французької імперії і Османської імперії, з однієї сторони, та Російської імперії — з іншої.
14 вересня союзники здійснили раптову висадку в Криму. Потім командири союзників, маршал Жак Леруа де Сен-Арно та лорд Реґлан, рушили до стратегічно важливого портового міста Севастополь, віддаленого на 45 км. Російський полководець князь Олександр Меншиков висунув свої наявні сили до останньої природної оборонної позиції перед містом, Альмінських висот, на південь від річки Альми.
Союзники здійснили серію неузгоджених атак. Французи атакували російський лівий фланг, видершись на скелі, які росіяни вважали неприступними. Британці спочатку чекали результату атаки французів, потім двічі безуспішно атакували головну позицію росіян праворуч. Зрештою нищівний вогонь британських карабінів змусив росіян відступити. З обома флангами, повернутими в незручних напрямках, позиція росіян розвалилась, і вони втекли. Відсутність кінноти у військах союзників не дозволила їм ефективно переслідувати втечу росіян.
Битва коштувала французам приблизно 1600 вбитими і пораненими, британцям — 2000, османам — 503, а росіянам — близько 5000.

## Передумови
Союзний флот із 400 кораблів покинув османський порт Варна 7 вересня 1854 без чіткого завдання чи визначеного пункту десантування. Союзники планували захопити Севастополь шляхом перевороту, але замість цього вирішили плисти до Євпаторії, яку десант захопив 13 вересня. Князь Олександр Меншиков, командувач російськими військами в Криму, був заскочений зненацька. Він не думав, що союзники атакуватимуть так близько до настання зими, і не зміг мобілізувати достатню кількість військ для захисту Криму. Він мав лише 38 000 солдатів і 18 000 матросів уздовж південно-західного узбережжя і ще 12 000 навколо Керчі та Феодосії.
Об'єднані сили увійшли до Каламітської затоки на західному березі Криму за 45 км на північ від Севастополя і почали висадку 14 вересня. Французи висадилися першими, і до ночі 1-ша дивізія генерала Франсуа Канробера, 2-га дивізія генерала П'єра Франсуа Боске та 3-я дивізія принца Наполеона зі своєю артилерією були на березі. Висадка британців зайняла дещо більше часу, порівняно з французами, оскільки піхота була висаджена першою, коли море було спокійне, але до того часу, коли британці спробували вивести на берег свою кінноту, здійнявся вітер, і занепокоєних коней не вдавалось вивести при важкому прибої.
Британським військам і кавалерії знадобилося п'ять днів, щоб висадитися. Багато чоловіків були хворі на холеру, і їх довелося зняти з човнів. Жодних засобів для переміщення техніки по суші не існувало, тому доводилося відправляти команди, щоб реквізувати вози та брички від місцевих кримськотатарських господарів. Єдиною їжею чи водою для солдатів були триденні пайки, видані ще у Варні. З кораблів не було звантажено ані наметів, ані солдатських підсумків з ковдрами, тож перші ночі солдати провели під голим небом, не захищені від сильного дощу і спеки.
Британські сили складалися з 26 000 піхотинців (гвардійська бригада та бригада горців), 1000 кавалеристів (легка бригада) і 60 гармат (дві батареї королівської артилерії та загін королівської кінної артилерії).
Османські сили, надіслані до Альми, складалися з 3-ї бригади під командуванням генерал-майора Сулеймана Паші Аль Арнауті. 3-тя бригада складалася з 13-го піхотного полку (під командуванням бригадного генерала Мустафи-Бека) та 14-го піхотного полку (під командуванням бригадного генерала Алі-Бека)
Незважаючи на те, що плани раптового нападу на Севастополь були зірвані через затримки, через шість днів, 19 вересня армія нарешті почала рухатися на південь, причому флот посувався за рухом наземних частин. Французи були праворуч на лінії союзників (біля берега), турки слідом за ними, а англійці були ліворуч (далі вглиб суходолу). Похід передбачав переправу через п'ять річок: Булґанак, Альму, Качу, Бельбек і Чорну. До полудня союзна армія досягла Булґанака і вперше побачила росіян, коли козацький авангард відкрив вогонь по розвідувальному загону 13-го полку легких драгунів. Коли легка бригада вже готувалася атакувати козаків, лорд Реґлан наказав їй відступити, оскільки значні сили російської піхоти були виявлені в яру на місцевості попереду. Наступного ранку армія союзників рушила долиною, щоб вступити в бій з росіянами, чиї війська були на іншому березі річки, на Альмінських висотах.
Біля Альми князь Меншиков, головнокомандувач російськими військами в Криму, вирішив розташуватися на височині на південь від річки. Хоча російська армія чисельно поступалася об'єднаним франко-британським силам (35 000 російських військ проти 60 000 англо-франко-османських військ), висоти, які вони займали, були природною оборонною позицією, фактично останньою природною перешкодою для союзних армій на підході до Севастополя. Крім того, росіяни мали більше сотні польових гармат на висотах, які вони могли використовувати з нищівним ефектом з висоти; однак жодної артилерії не було на скелях, звернених до моря, які вважалися надто крутими, щоб ворог міг по них піднятися.
Союзники розмістили бівак на північному березі Булґанака, наступного дня подолали маршем 6 км до північного берега Альми, де ґрунт полого спускався до річки. Стрімкі скелі, що простягаються вздовж південного берега річки, були 107 м заввишки і продовжувались углиб суші від гирла річки майже на 3 км, де вони з'єднувались із менш крутим, але так само високим пагорбом, відомим як Телеграфна гора, через річку від села Бурлюк. На схід від нього лежав пагорб Курґане, природний опорний пункт з вогневими точками, з яких прострілювалися більшість підступів, і який був ключовим для всієї позиції. Два редути були побудовані для захисту Курґанського пагорба від нападу піхоти; менший редут на східному схилі і великий редут на західному. Дорога на Севастополь пролягала між Телеграфною і Курґанською горами, прикрита російськими батареями, розташованими на пагорбах і у вузькій долині між ними.

## Битва

### Атака французів на лівий фланг росіян

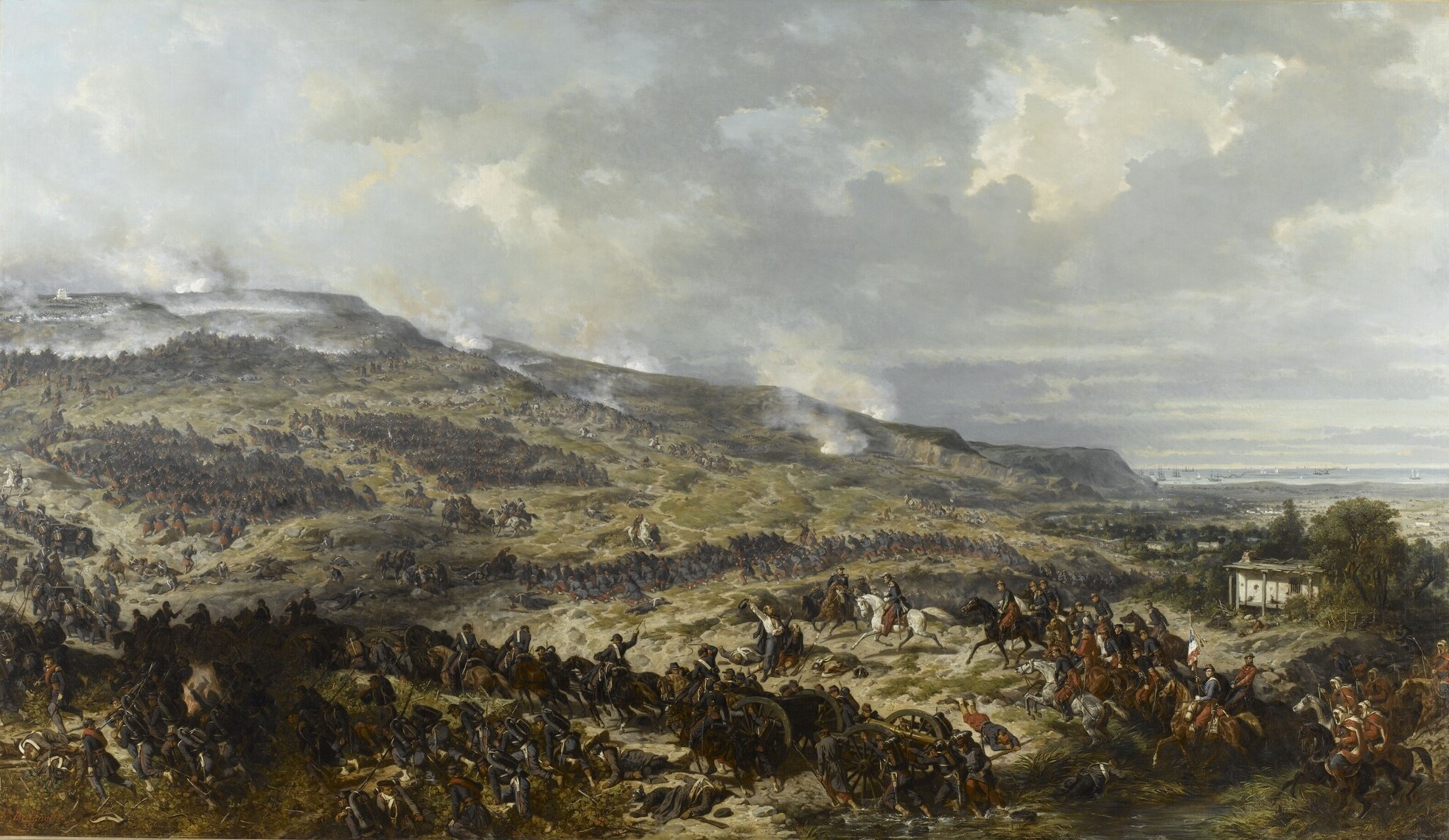
Французькі війська в битві при Альмі

До середини ранку союзна армія збиралася на рівнині: англійці ліворуч від Севастопольської дороги, французи та турки праворуч, простягнувшись до узбережжя. Відповідно до плану, узгодженого союзниками напередодні, обидві армії повинні були одночасно просуватися широким фронтом і намагатися повернути ворожий фланг ліворуч далі вглиб суші. В останній момент Реґлан вирішив затримати наступ британців, поки французи не прорвуться справа; військам було наказано лягти на землю, в межах досяжності російських гармат, на позиції, з якої вони могли видертися до річки, коли настане відповідний час. Вони лежали там з 13:15 до 14:45, втрачаючи людей, оскільки російські артилеристи виявили їхнє поле.
Поки британці стримували свій наступ, справа 2-га дивізія Боске прибула до гирла річки та наштовхнулася на круті скелі, що височіли на 50 м над річкою. Росіяни вважали скелі настільки крутими, що вони вважали непотрібним захищати позиції артилерією. Залишивши свої сумки на березі річки, зуави на чолі дивізіону почали перепливати річку та швидко піднімалися на скелі, чіпляючись за дерева, щоб видертись на горб. Вийшовши на плато, вони сховалися за камінням і кущами,  зав'язавши бій з оборонними силами Московського полку, з наміром утримувати позицію до прибуття підкріплення. Слідом за зуавами ще більше солдатів піднялися на скелі та перенесли 12 гармат у яр. Вони прибули якраз вчасно, щоб зустріти вогнем підкріплення піхоти та артилерії, яку Меншиков перекинув з центру, намагаючись організувати опір і не дати обійти російську армію зліва.
Становище росіян ставало безнадійним. Перш ніж їм вдалось розпочати контратаку, практично вся дивізія Боске та багато турків вийшли на плато. У росіян було більше гармат – 28 порівняно з французькими 12-ма, але французькі гармати були більшого калібру та більш далекобійні, і стрільці Боске тримали російських артилеристів на такій відстані, де могли діяти лише важчі французькі гармати. Гармати союзного флоту також почали бити по російських позиціях на кручах, підриваючи моральний дух їхніх військ. Коли прибула перша російська артилерійська батарея, вона застала залишки Московського полку вже при відступі. Під шквальним вогнем зуавів почав відступ і Мінський полк.

### Атака на Великий редут
Тим часом ліворуч від Боске 1-ша дивізія Канробера та ліворуч від Канробера 3-тя дивізія принца Наполеона не змогли перетнути річку через сильний вогонь росіян з Телеграфного горба, і їх просування зупинилося. Принц Наполеон надіслав повідомлення генерал-лейтенанту Джорджу де Лейсі Евансу, командиру 2-ї дивізії ліворуч від нього, закликавши британців наступати та зменшити тиск на французів. Реґлан все ще чекав на успіх французької атаки, перш ніж відправити британські війська, і спочатку сказав Евансу не виконувати накази від французів, але під тиском Еванса поступився. О 14:45 він наказав британським легким драгунам, 1-й і 2-й дивізіям наступати, хоча без подальших наказів. Британська армія була вишикувана двома лініями; перша складалася з легкої дивізії зліва на чолі з сером Джорджем Брауном і 2-го відділу Лейсі Еванса справа. Позаду них була друга лінія — 1-ша дивізія під командуванням герцога Кембриджського, що складалася з Гірської та Гвардійської бригад, які були розгорнуті для підтримки просування першої лінії. Решту британських військ тримали в резерві.
Легка дивізія не просунулася досить далеко вліво і просувалася під кутом. Незабаром війська праворуч Легкої дивізії та ліворуч 2-ї дивізії почали збиватися докупи. Стратегічне формування британської лінії було втрачено. Коли вони перетнули річку, порядок також був втрачений. Роти й полки змішалися разом, і там, де раніше шеренги були по дві людини, тепер утворився просто натовп. Росіяни, побачивши це, почали просуватися вниз з пагорба з обох сторін великого редуту, обстрілюючи британців згори вниз. Кінні британські офіцери скакали навколо своїх людей, спонукаючи їх вирівняти лінії, але їм не вдалося переконати їх відійти від укриття на березі річки. Деякі сіли й дістали бідони з водою; інші почали їсти. Усвідомлюючи небезпеку ситуації та не маючи можливості реорганізуватися, генерал-майор Вільям Джон Кодрінґтон, командир 1-ї бригади легкої дивізії, наказав своїм військам примкнути багнети та наступати.
Щільно збита бригада Кодрінгтона густим натовпом почала просуватися догори схилом. Не встигаючи і не маючи змоги вишикувати солдатів, офіцери змирились із цим порядком і закликали їх наступати на російські гармати в редуті. Коли російська артилерія відкрила вогонь, британці продовжували підніматися вгору, доки частина передової гвардії Легкої дивізії не перекинулася через стіни Великого редуту. Коли росіяни намагалися передислокувати свої гармати, солдати перелізли через парапети та крізь амбразури, захопивши дві гармати. Однак, зрозумівши, що їм не вистачає підкріплень, і коли Володимирський полк кинувся до редуту з відкритої височини, британські хорунжі дали наказ про відхід. Російська піхота кинулася в штикову атаку, виганяючи британців і стріляючи в них, коли вони відступали вниз по пагорбу.

### Відступ і друга атака

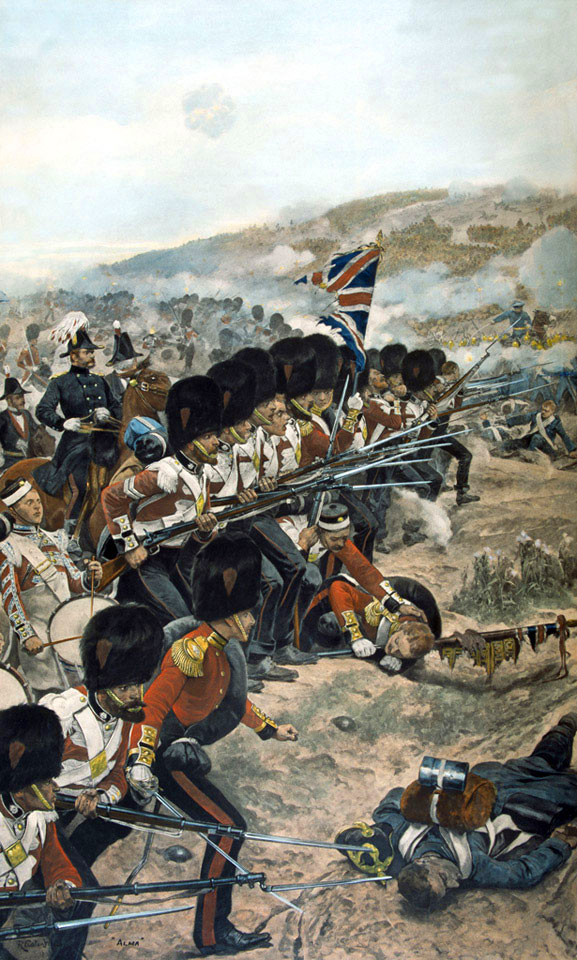
Колдстрімські гвардійці в Альмі, художник Річард Катон Вудвілл, 1896 рік

На цей момент перша дивізія нарешті перетнула річку, і росіяни у великому редуті побачили, що до них наближалася гвардійська бригада з гренадерською гвардією праворуч, шотландською стрілецькою гвардією в центрі та гвардією Колдстріма зліва. Далеко ліворуч поза полем зору була бригада Горців під командуванням сера Коліна Кемпбелла. Кемпбелл був роздратований затримкою гвардійців і наказав негайно наступати. Твердо вірячи в атаку багнетами, Кемпбелл наказав своїм людям не стріляти з рушниць, доки вони не будуть «на віддалі одного ярду від росіян».
Шотландські стрільці, на той час випередивши решту дивізії, негайно почали рухатися в гору, повторюючи помилку Легкої дивізії, яка в цей момент втікала з редуту, переслідувана російською піхотою. Легка дивізія врізалася в наступаючі ряди шотландських стрільців з такою силою, що лінія була розірвана в багатьох місцях. Шотландці похитнулися, але вийшли з іншого боку лише з половиною своєї чисельності та продовжили рух до великого редуту в хаотичному стані. Коли їм лишалось 37 м до редуту, росіяни здійснили масований залп. Шотландські стрільці були змушені відступити, зупинившись лише тоді, коли досягли річки; вони залишалися в укритті на березі річки до кінця бою, ігноруючи повторні накази наступати.
Два інші гвардійські полки заповнили прогалину, залишену шотландськими стрільцями, але відмовилися кинутися з багнетами на пагорб. Натомість гренадери та Колдстрімці вишикувалися в ряди та почали стріляти залпами куль Міньє по російських передових загонах. Це зупинило росіян, і гренадери та Колдстрімці незабаром змогли скоротити розрив між ними; росіяни знову були змушені повернутися до редуту.

### Завершальний етап
Без окопів для захисту піхоти та артилерії російська армія не змогла захистити свої позиції на висотах від смертоносних гвинтівок з кулями Міньє. Невдовзі до вогню гвардійців приєдналася 2-а дивізія під командуванням Еванса, яка була на правому фланзі британців. Їхній 30-й піхотний полк міг чітко бачити стрільців трьох російських батарей з берега річки та поступово вибити їх з гвинтівок Міньє, перш ніж ті змогли розвернути гармати у їхньому напрямку. Коли російська піхота й артилерія стали відходили, англійці повільно просувалися вгору. До 16:00 союзники наблизилися до російських позицій з усіх боків, гвардійці ліворуч долали останні російські резерви на Курганному пагорбі, люди Кодрінгтона та інші гвардійці наближалися до великого редуту, і 2-а дивізія наступала на Севастопольську дорогу. Оскільки французи утримували панівні скелі над Альмою, результат битви був вирішений.
Росіяни розбіглися навсібіч, утікали в долину й подалі від ворога. Кінні офіцери марно намагалися зупинити панічну втечу, але солдати вирішили, що з них досить. Більшість російських солдатів відступили до річки Качі невеликими групами, не маючи офіцерів і жодного чіткого уявлення про те, що робити чи куди йти. Багатьом не вдалося возз'єднатися зі своїми полками протягом кількох днів. На вершині Телеграфної гори французи захопили покинуту карету Меншикова. У ній знайшли польову кухню, листи від царя, 50 000 франків, порнографічні французькі романи, генеральські чоботи та трохи жіночої білизни. На пагорбі були покинуті крісла, парасольки та біноклі, залишені севастопольськими спостерігачами.

## Наслідки

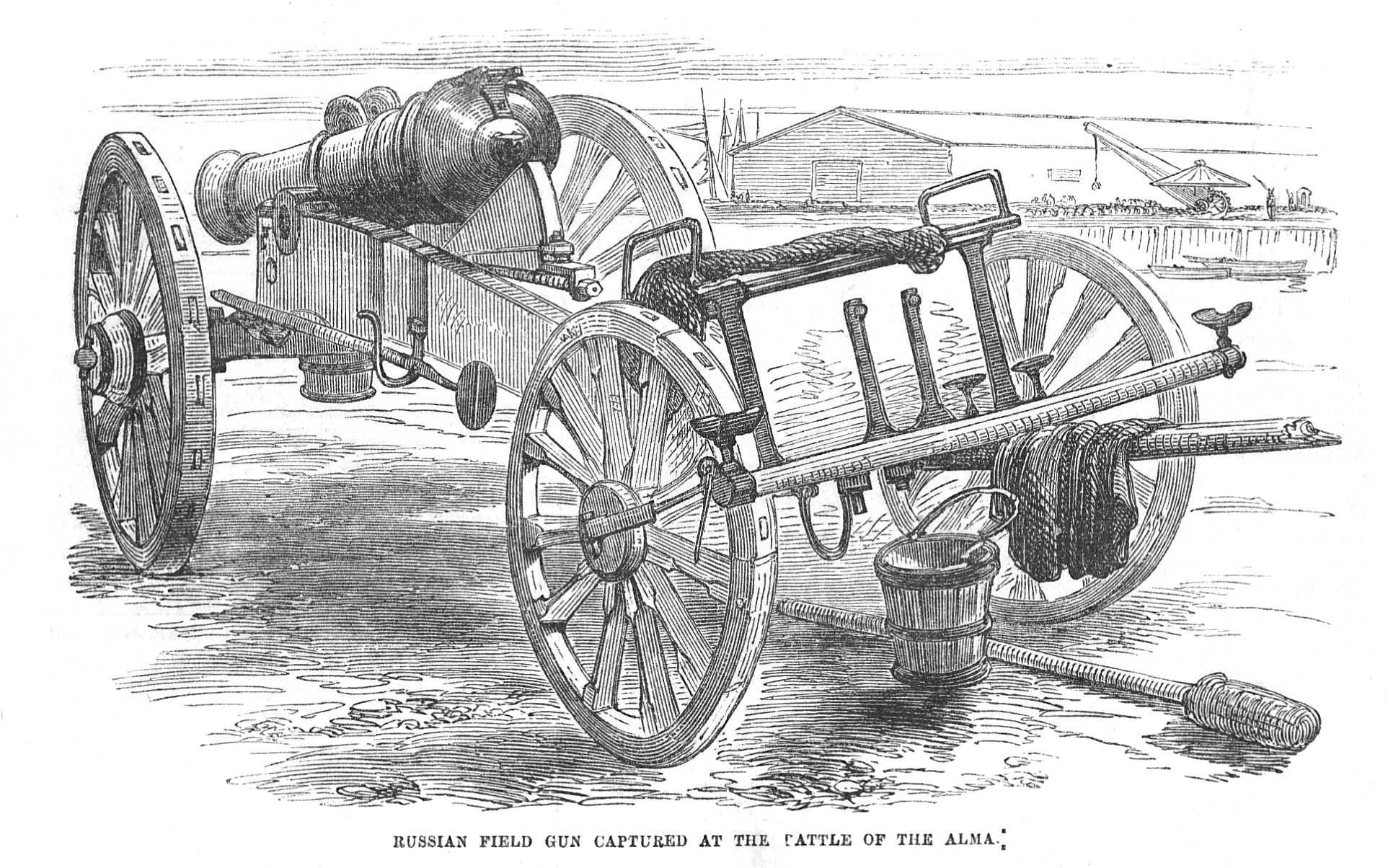
Гравюра російської гармати, захопленої британськими військами після закінчення битви, ймовірно, з тогочасної газети

У битві французи втратили 1600 вбитими і пораненими, англійці — 2000, османи — 503, а росіяни — близько 5000. Британцям знадобилося два дні, щоб очистити поле бою від поранених. Не маючи медичних засобів, довелося реквізувати вози для вивезення поранених з поля бою. Оскільки російська армія не могла забрати своїх поранених з поля бою, багато хто з поранених самі пришкутильгали протягом наступних днів  до Севастополя. Близько 1600-м пораненим союзників довелося чекати кілька днів, перш ніж вони змогли відпливти до госпіталю Скутарі в Константинополі. Командири союзників не мали уявлення про великі втрати з російського боку. Необхідність зібрати спорядження, розкидане на полі бою, затримало переслідування, а відсутність кавалерії виключила будь-яку можливість негайної погоні за росіянами.
Французи відзначили битву, назвавши міст Альма в Парижі. Англійці дали назву Альма невеликому поселенню в Північному Отаго і річці в районі Мальборо (обидва в Новій Зеландії). У провінції Нью-Брансвік, Канада, свою назву отримала парафія Альма навколо села Альма в 1856 році на честь недавньої битви при Альмі. Альма, Нова Шотландія, Альма, Онтаріо та Альма, Квебек також названі на честь битви.
На честь цієї битви названа мала планета № 390 Альма, а також клас французьких броненосців.
Величезна кількість захоплених союзниками трофейних російських гармат (за деякими оцінками, 1500 залізних і кількасот бронзових) були пізніше подаровані містам Британської Імперії, мешканці яких брали участь у Кримській війні, і виставлені в парках, на видатних і урочистих місцях на пам'ять майбутнім поколінням.

## Подальше читання
- Ffrench Blake, R.L.V[en] (1973). The Crimean War. Sphere Books.
- Brighton, Terry (2005). Hell Riders: The Truth about the Charge of the Light Brigade. Penguin Books. ISBN 978-0-14-101831-7
- Fletcher, Ian & Ishchenko, Natalia (2004). The Crimean War: A Clash of Empires. Spellmount Limited. ISBN 1-86227-238-7
- Greenwood, Adrian (2015). Victoria's Scottish Lion: The Life of Colin Campbell, Lord Clyde. UK: History Press. с. 496. ISBN 978-0-75095-685-7.
- Hibbert, Christopher (1963). The Destruction of Lord Raglan: A tragedy of the Crimean War 1854–55. Pelican Books
- Kinglake, Alexander William The Invasion of the Crimea, 8 vols. Edinburgh
- Pemberton, W. Baring (1962). Battles of the Crimean War. Pan Books Ltd. ISBN 0-330-02181-8
- Royle, Trevor (2007). Crimea: The Great Crimean War 1854–1856. Abacus. ISBN 978-0-349-11284-8
- Toson, Omar (1936). The Egyptian Army in the Russian War Known as the Crimean War (Arabic) . Hindawi Foundation.